# Yūka Ueno
Yūka Ueno (上野 優佳, Ueno Yūka), née le 28 novembre 2001, est une escrimeuse japonaise. Elle pratique le fleuret.

## Carrière
Ueno commence la pratique de l'escrime à l'âge de six ans, inspirée par ses parents, tous deux escrimeurs. 

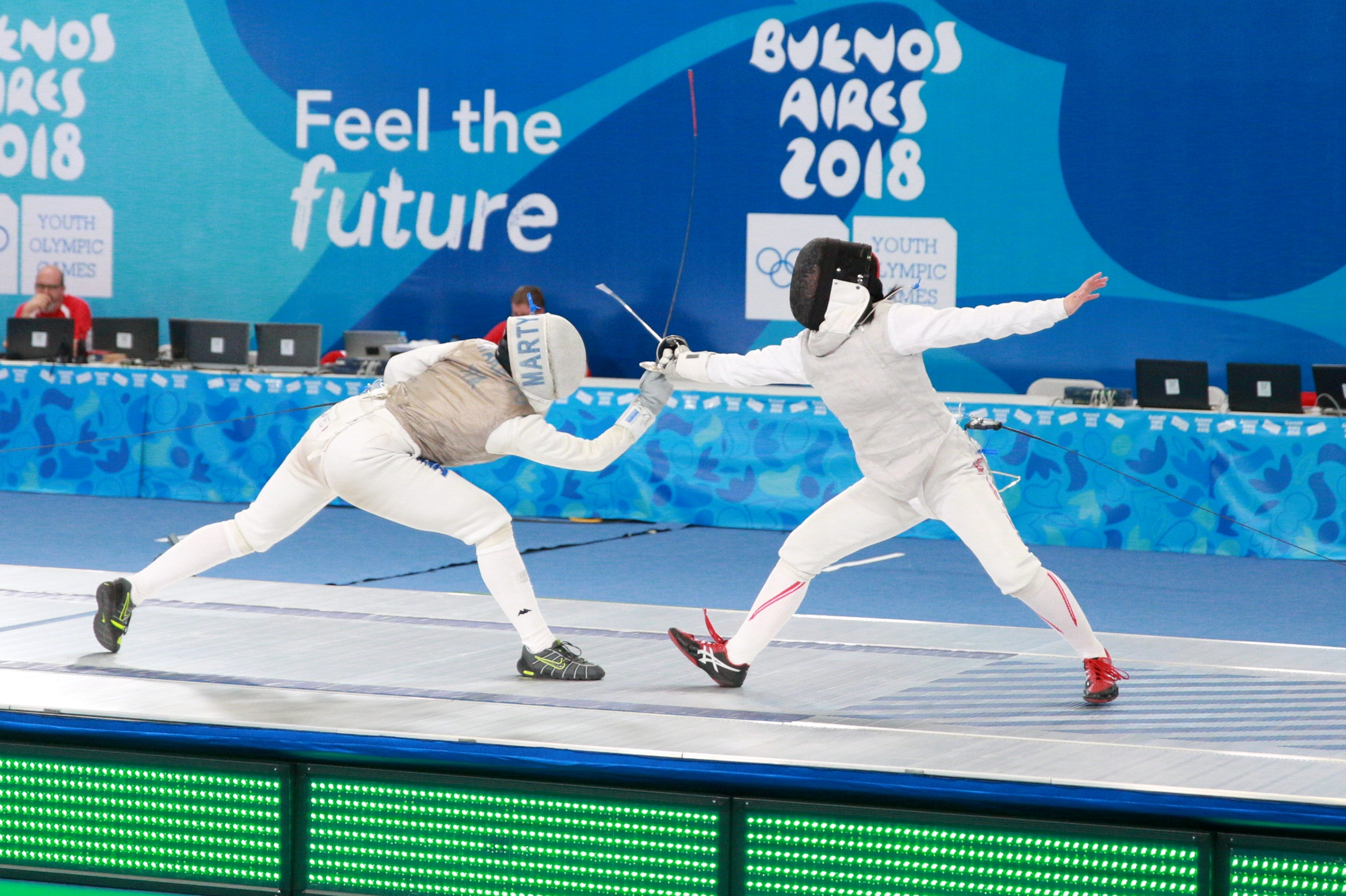
Yūka Ueno (droite) contre Martina Favaretto en finale des JOJ 2018.

Au cours de sa jeune carrière elle a remporté en 2018, à l'âge de seize ans, les titres individuels de championne du monde des cadets (moins de 17 ans), des juniors (moins de 20 ans), et le titre aux Jeux olympiques de la jeunesse de 2018. À 17 ans, elle devient vice-championne d'Asie senior en perdant un match serré contre l'expérimentée Sud-Coréenne Jeon Hee-sook en finale (7-9). La même année, elle gagne la médaille d'or dans l'épreuve par équipes dans la compétition. 
Bien que n'ayant pas encore gravi les marches d'un podium de coupe du monde ou de championnat du monde, elle occupe en mars 2020 la 7e place du classement mondial grâce à sa régularité. Elle a grandement contribué à la qualification de l'équipe du Japon pour les Jeux olympiques de 2020 qui se dérouleront, pour elle, à domicile.

## Palmarès
- Championnats d'Asie d'escrime
  -  Médaille d'or par équipes aux championnats d'Asie d'escrime 2019 à Tokyo
  -  Médaille d'argent aux championnats d'Asie d'escrime 2019 à Tokyo

## Classement en fin de saison
| Année | 2017 | 2018 | 2019 |
| ----- | ---- | ---- | ---- |
| Rang  | 203  | 57   | 13   |